# Heineken

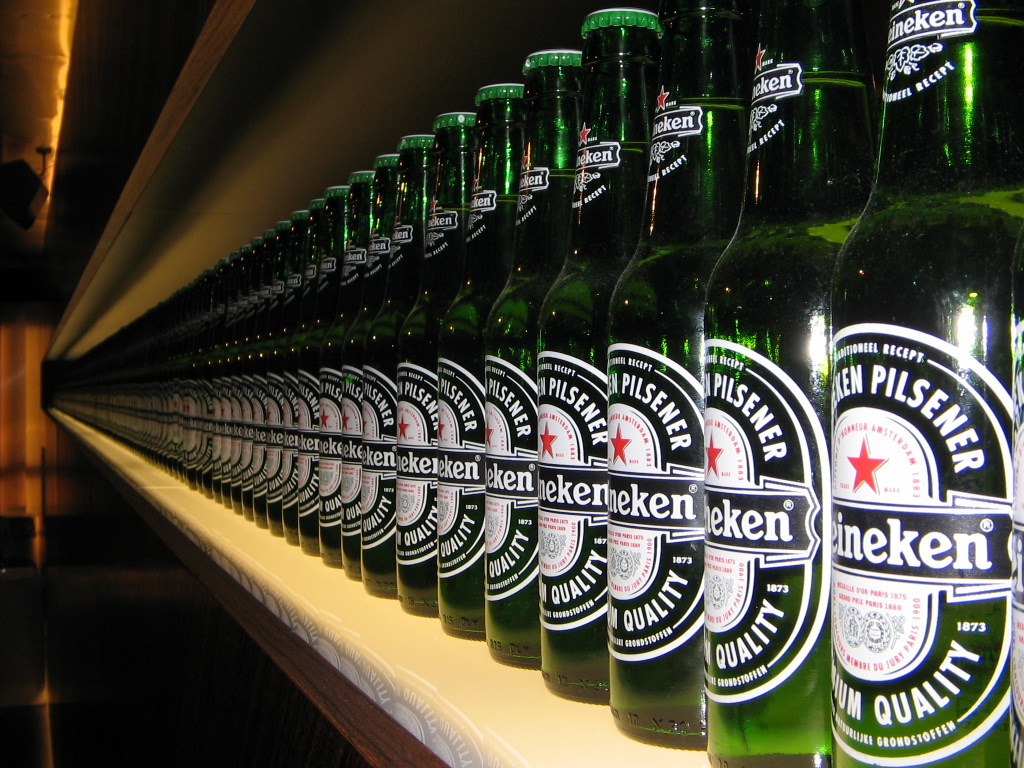
Botellas de Heineken Pilsener en línea de producción en una fábrica de los Países Bajos.

Heineken Pilsener, conocida simplemente como Heineken, es una cerveza con 5,0 % alc. vol., elaborada por la cervecería neerlandesa Heineken International.

## Historia
Gerard Adriaan Heineken compró en 1864 la cervecera De Hoibeerg en Ámsterdam. Desde entonces se dedicó a la fabricación de cerveza lager. Fue el primer cervecero en introducir un laboratorio de control de calidad. En 1873 abrió su pequeña cervecería familiar en el centro de Ámsterdam.
Heineken es patrocinador de la Liga de Campeones de la UEFA, Liga Europea de la UEFA, Liga de Conferencia Europa de la UEFA y de la Eurocopa 2020 por primera y única vez.

## Producción
Desde 1975, la mayoría de las cervezas de la marca Heineken han sido elaboradas en la principal cervecera de Heineken, ubicada en Zoeterwoude, Países Bajos.
En 2011, Se produjeron 2740 millones de litros de cerveza Heineken en todo el mundo, mientras que el total de producción de cerveza elaborada por el Grupo Heineken fue de 16 460 millones de litros.
La cerveza Heineken Pilsener posee los siguientes ingredientes: agua purificada, cebada malteada, lúpulo y levadura.

## Premios
Durante los primeros años de existencia de esta cerveza, esta fue reconocida con cuatro premios, los cuales son mencionados en cada botella:
- 1875: Medaille d'Or (Exposición Internacional de Industrias Marítimas y Fluviales de París).[1]
- 1883: Diplome d'Honneur (Exposición Internacional Colonial y de Exportación de Ámsterdam).[6]
- 1889: Grand Prix (Exposición Universal de París).[1]
- 1900: Hors Concours Membre du Jury (Exposición Universal de París).